# Вальдес (півострів)
Півострів Вальде́с (ісп. Península Valdés) — півострів на атлантичному узбережжі Аргентини, на північному сході провінції Чубут. Площа — 3625 км². Велика частина півострова є незаселеною територією. Є декілька солоних озер, найбільше з яких лежить на 40 метрів нижче рівня моря, але найменша висота — не вона, а Лагуна-дель-карбон (−155 м).
У 1999 році півострів Вальдес був включений у список Світової спадщини ЮНЕСКО — в першу чергу за свою неповторну і багату фауну.
На узбережжі півострова знаходяться колонії морських ссавців, як-от вухаті тюлені. У затоці Нуево (ісп. Golfo Nuevo), що відокремлює півострів від материкової Патогонії, водяться південні справжні кити (Eubalaena australis), також запливають для розмноження інші види китів, тому що вода в затоці тепліша і спокійніша, ніж у відкритому океані. Поблизу узбережжя водяться косатки (Orcinus orca). На суші звичайні нанду Дарвіна (Rhea pennata), гуанако (Lama guanicoe), патагонська мара (відомий як «патагонський заєць» або «патагонська морська свинка», Dolichotis patagonum).

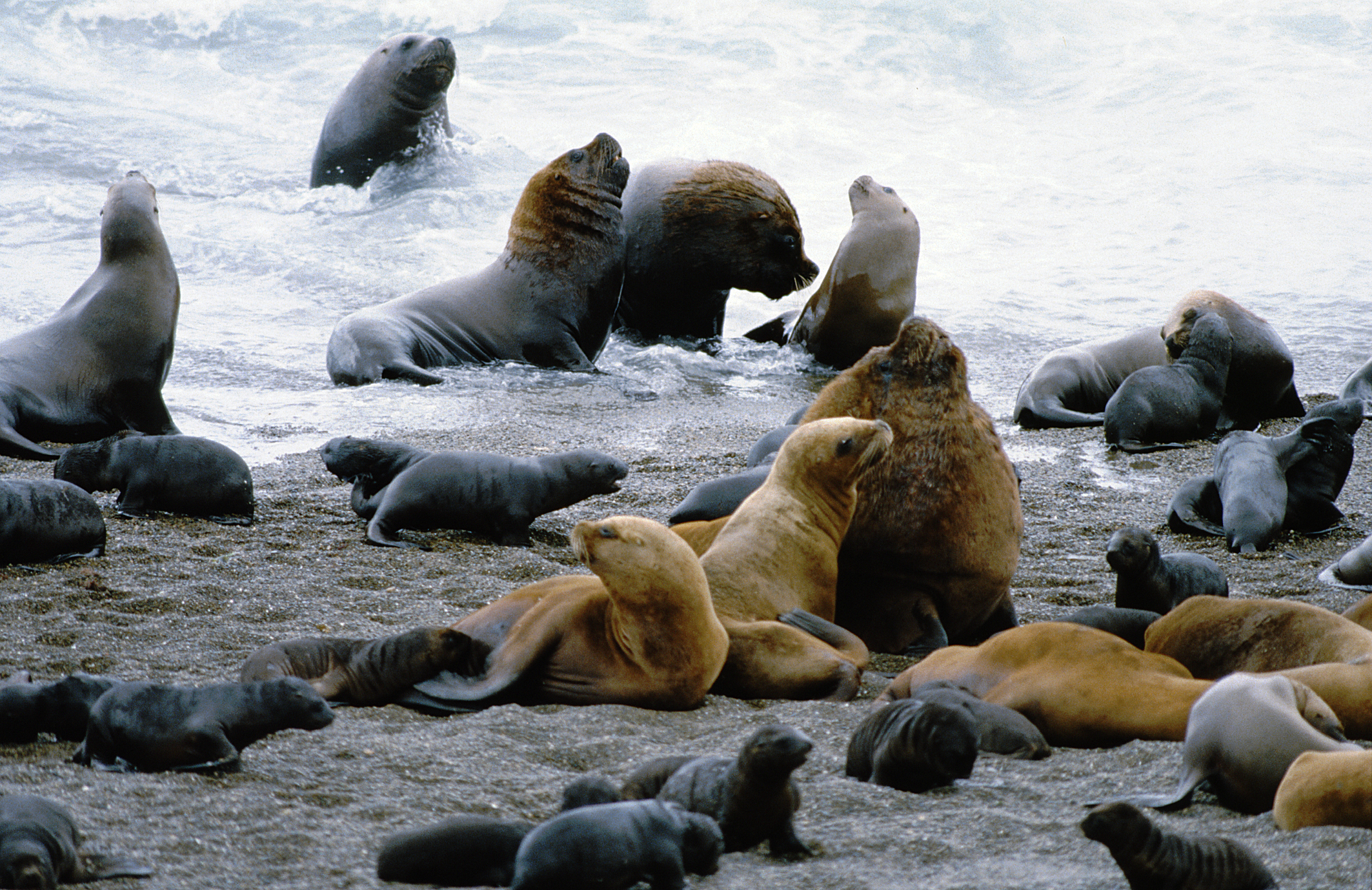
Вухаті тюлені
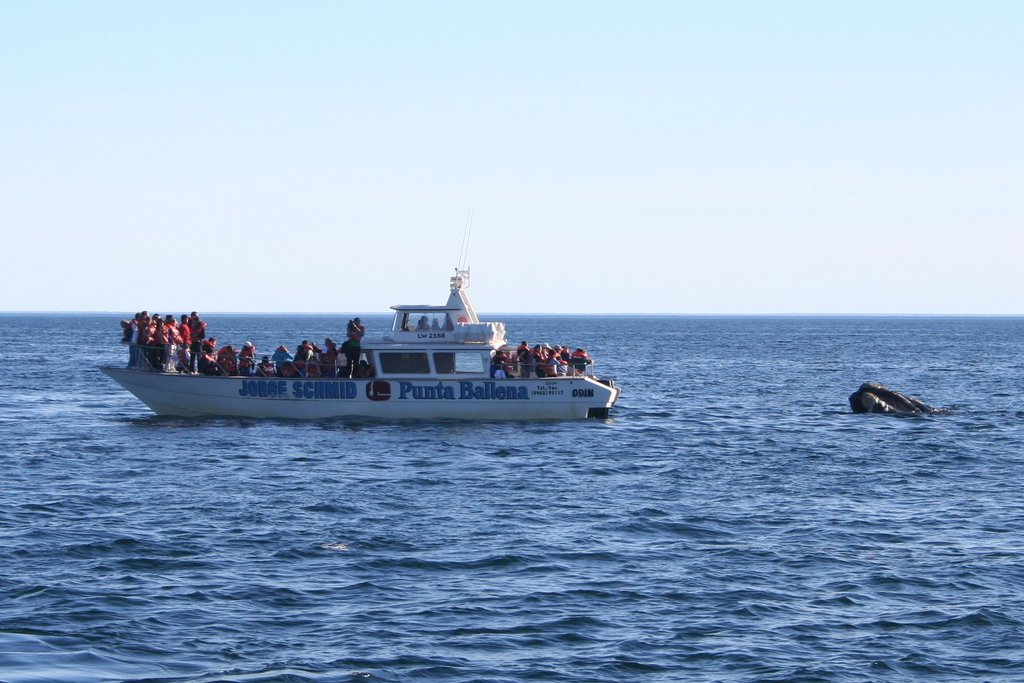
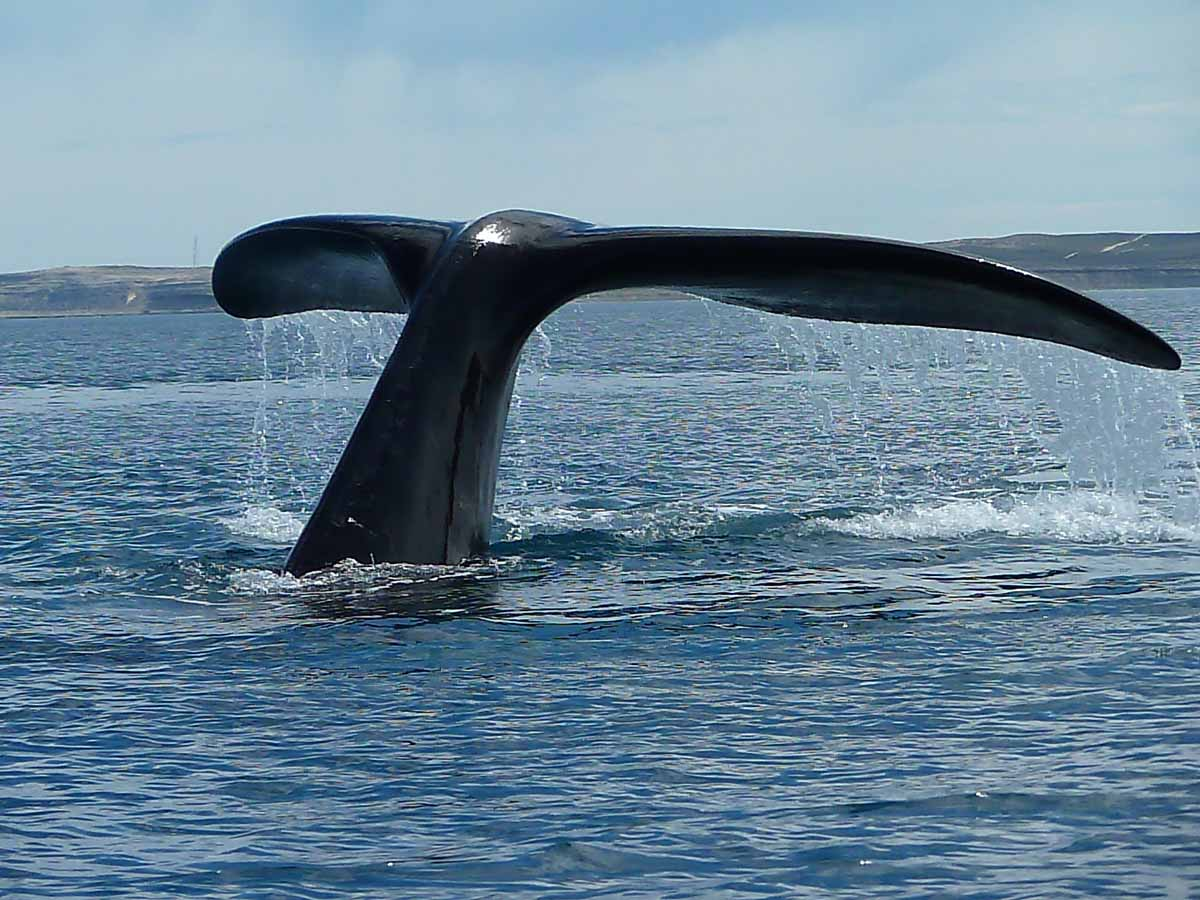
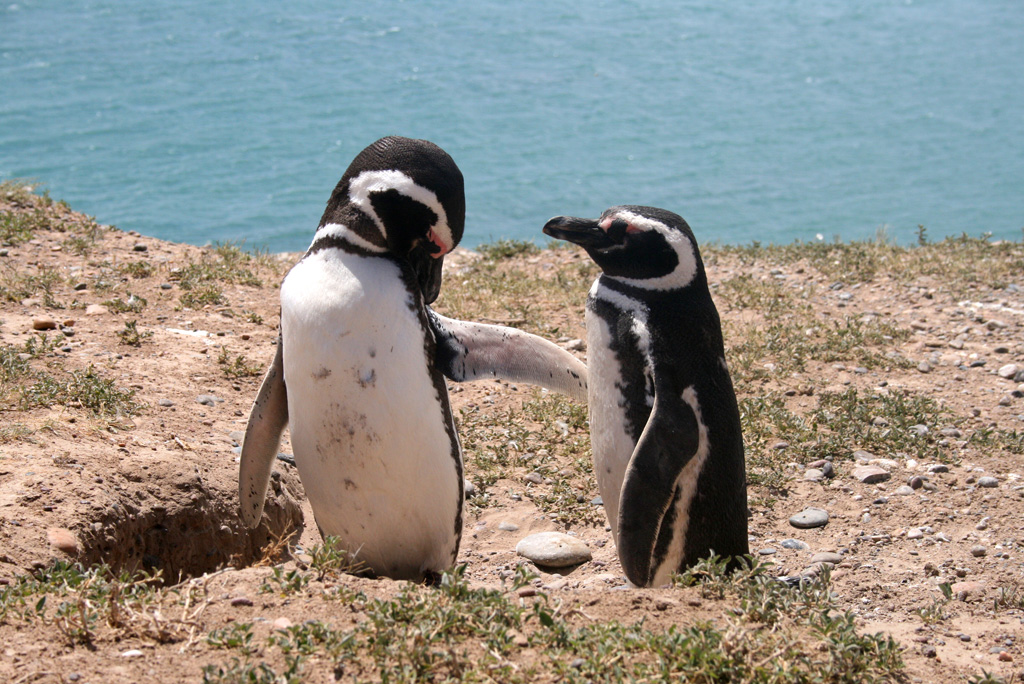

42°30′ пд. ш. 63°56′ зх. д. / 42.500° пд. ш. 63.933° зх. д.
1. ↑  * Назва в офіційному англомовному списку